# ハッピーカムカム (企業)
株式会社ハッピーカムカムは、東京都港区に本社を置く会社。結婚相談所を中心に展開している。

## 概要
創業19年目の結婚相談所。「ワンランク上の結婚相談所」「東京恵比寿の隠れ家結婚相談所」として、マスコミ各種に取り上げれている。

## 渾名
婚活のラスボス

## 沿革
- 2002年8月8日 - 東京都港区に株式会社ハッピーカムカム法人化設立
- 2006年 - 結婚相談所として、異例の20代、30代のみのスタッフ構成を開始
- 2007年 - 結婚相談所として、コンシェルジュ機能（レストラン検索、予約、デートプランニングなど）と呼ばれるサービスを開始
- 2008年 - 衣食住遊知を提案する会員制倶楽部「プルミエール倶楽部」を完成
- 2009年 - 結婚相談所として、成婚率51,6%を達成し、雑誌「MISS」に掲載
- 2017年 - フジテレビ「ユアタイム」、NHK「クローズアップ現代」にて放送される

## 受賞歴
- 2020年  - IBJ(日本結婚相談所連携)より入会優秀賞、成婚優秀賞、ウェディングナビ特別賞の3つを受賞